# Sitio de Naxos
El sitio de Naxos (500 a. C.-499 a. C.) fue una batalla entre los persas bajo el mando de Megabates con la ayuda de griegos jonios liderados por Aristágoras y los exiliados naxios en contra de la isla de Naxos. Fue la primera batalla de las guerras médicas, la cual al parecer fue el detonante para el comienzo de una guerra directa de cincuenta años entre los griegos y los persas.
En el año 500 a. C., el tirano de Mileto, Aristágoras, fue convencido por exiliados naxios para intentar apoderarse de la isla de Naxos y regresarlos a sus hogares. Aristágoras obtuvo el apoyo de su gobernante, el emperador aqueménida de Persia, Darío I, quien mandó 200 naves y una gran cantidad de hombres bajo el mando de Megabates a Aristagoras. Pocos días después de partir de Mileto, Aristágoras y Megabates tuvieron una disputa porque Megabates había castigado a uno de los amigos de Aristágoras por no tener un centinela apostado. 
Durante esa noche, Megabates envió a un mensajero hacia Naxos para avisarles que el ejército persa se acercaba. Cuando los persas y sus aliados jonios llegaron, los naxios estaban preparados para el consiguiente sitio. Naxos aguantó con éxito durante cuatro meses hasta que los persas y sus aliados se retiraron por el agotamiento del oro y otros recursos.
Esta derrota fue una vergüenza para Artafernes, el hermano de Darío y amigo de Aristágoras, porque este último le había prometido a él y al emperador una victoria fácil. Los persas sufrieron fuertes pérdidas financieras por la derrota, y Aristágoras se ganó el resentimiento de Artafernes y Megabates. Aristágoras al ver que no estaba en posición de ganar cualquier tipo de favor de Persia, decidió incitar a las ciudades griegas de Jonia a sublevarse en contra de los persas.

## Preludio
En 546 a. C., Ciro II el Grande de Persia derrotó al rey Creso de Lidia, conquistando esas tierras, entre ellas estaban las ciudades griegas jónicas de Asia Menor. Entre la Grecia continental y las colonias jónicas, en mitad del Mar Egeo estaban las islas de las Cícladas, las cuales eran independientes. Naxos, la isla más importante de este archipiélago estaba gobernada por tiranos, quienes imponían altos impuestos a los pobladores de las islas; al final esto causó mucho desasosiego. En 500 a. C., los naxios,  en protesta contra de los ciudadanos más acaudalados, expulsaron a algunos de los nobles y aristócratas, estableciendo un gobierno democrático.
Estos exiliados conocieron a su aliado, el tirano interino de Mileto, Aristágoras, quien estaba sustituyendo a su suegro, Histieo (que  en ese momento estaba retenido como rehén en Susa). Aristágoras, quien había estado planeando ser el gobernante de Naxos, le dijo a los exiliados que él no tenía un ejército tan grande como para capturar Naxos, pero que le pediría ayuda a su amigo y  jefe supremo, Artafernes, el hermano del rey Darío. Aristágoras le dijo a Artafernes que si lograba conquistar Naxos, podría usarla como base para conquistar al resto de las Cícladas y Eubea, así como podría controlar el Mar Egeo. Aristágoras también afirmó que él podría pagar los gastos de la campaña. A Artafernes le agradó la idea, pero dijo que necesitaba la aprobación de su hermano. Darío estuvo de acuerdo con el plan y decidió enviar una flota y un ejército persas.

## Disputa y desastre
La flota y el ejército persas fueron puestos bajo el mando de Megabates (quien era primo de Darío) y Artafernes. Llegaron a Mileto con 200 barcos y un gran ejército, que unió sus fuerzas con las de los jonios bajo las órdenes de Aristágoras y los exiliados naxios. Para que los naxios no pudieran prever la invasión, la flota tomó rumbo hacia el Norte, para aparentar que se dirigían hacia el Helesponto, pero cuando llegaron a Quíos, enfilaron con rumbo Sur.
Cuando Megabates hacía sus rondas para apostar centinelas en los barcos, encontró que un barco de Mindos no tenía ningún centinela apostado. Megabates ordenó a su guardia personal que encontraran al capitán de ese navío y que lo llevaran ante su presencia. Megabates ordenó que ataran a ese capitán en uno de los agujeros de los remos con la cabeza hacia afuera del barco y con el cuerpo dentro del barco. Cuando Aristágoras se enteró de que su amigo había sido tratado de esa manera, se dirigió a ese barco y le pidió a Megabates que reconsiderara su decisión, y cuando se negó, Aristágoras desató al capitán. Después de desatarlo, Aristágoras discutió con Megabates. Más tarde,  esa noche, Megabates envió un mensajero a los naxios para advertirlos acerca de la inminente invasión.
Los naxios no tenían idea alguna de que esa expedición iba dirigida contra de ellos y no estaban preparados. Pero cuando las noticias llegaron, tomaron todo lo que había en los campos, reunieron suficiente comida para resistir el sitio y reforzaron sus muros. Cuando los persas y sus aliados llegaron a la isla, encontraron que los isleños estaban preparados y listos para un sitio. Después de cuatro meses de lucha, los persas ya habían agotado todo el oro que habían llevado y Aristágoras ya había gastado mucho dinero también. Percatándose de que no podrían tomar la ciudad, le construyeron a los exiliados una base en la isla, y partieron.

## Consecuencias

Mapa mostrando la invasión de Naxos, con la ruta marcada en color café.

Esta fue una derrota vergonzosa para los persas y para Artafernes ya que prometió que la isla caería tras una victoria fácil. Perdieron mucho dinero y Aristágoras, quien había prometido pagar los costos de la campaña, no lo hizo. Esta falla llevó a Aristágoras a perder el favor de los persas. Más tarde recibió un mensaje de su suegro ordenándole provocar una revolución entre los jonios. Logró que en muchas ciudades mataran a los habitantes persas, después se dirigió a la Grecia continental para reclutar apoyo. Recibió veinte barcos de los atenienses y cinco de los eretrianos antes de zarpar de vuelta a Jonia. La revolución duró cinco años antes de que los persas destruyeran la Flota Griega en Lade. Aristágoras murió en una batalla en Tracia en 494 a. C. después de huir de Jonia. Naxos fue capturada durante el segundo sitio de la isla en 490 a. C. Al final esta batalla fue importante, porque mostró a los griegos y a otros pueblos sometidos por el Imperio persa, que los persas no eran tan fuertes como solían serlo.

## Nota
Historiadores modernos han postulado algunas teorías acerca de quién pudo haber informado a los naxios acerca de la invasión. Muchos piensan que pudo haber sido el mismo Aristágoras, en un intento por incriminar a Megabates. Otros sugieren que algunos de los exiliados cambiaron de parecer, y dieron aviso a los naxios. Además, otras especulaciones han concluido que un marinero griego simpatizante informó a los naxios. Una última teoría dice que el débil ataque no tuvo éxito y que los naxios jamás fueron informados de la invasión.